# Khazir
Al-Khazir (àrab: الخازر, al-Ḫāzir) és un riu de l'Iraq, afluent de la dreta del Gran Zab que rega la regió de Nakhla, a l'est de Mossul. Localment és conegut com a Barrishu.
La seva fama deriva de la batalla que s'hi va lliurar el 6 d'agost del 686 entre Ibrahim ibn Màlik al-Àixtar i Ubayd-Al·lah ibn Ziyad. Aquest darrer, després d'haver estat derrotat a Ayn Warda, anava cap a l'Iraq quan fou interceptat per les forces d'Ibn al-Àixtar, sota la bandera d'al-Mukhtar. Mercès a una traïció, al-Àixtar va obtenir la victòria.
Una segona batalla es va lliurar a Maruba, a la riba del riu, el 905/906.